# Novafroneta annulipes
Novafroneta annulipes là một loài nhện trong họ Linyphiidae.
Loài này thuộc chi Novafroneta. Novafroneta annulipes được A. David Blest miêu tả năm 1979.